# 中尾宏
中尾 宏（なかお ひろし、1924年（大正13年）5月19日 - 1992年（平成4年）7月12日）は、日本の政治家。自由民主党衆議院議員（1期）。

## 人物・来歴
鹿児島県出身。旧制鹿児島高等商業学校（現・鹿児島国際大学）卒。満洲に渡り、満州電業社に勤務する。後に帰国し改造社を創業した山本実彦の秘書になる。
1972年の第33回衆議院議員総選挙において鹿児島2区から無所属で立候補して当選、自民党に入る。衆議院議員は1期務めた。1976年の第34回衆議院議員総選挙で落選。以後、立候補しなかった。
1983年に世界出版を創設。雑誌『世界春秋』の主幹となる。
1992年、呼吸不全で死去。

### 金丸信の密使
中尾は、自民党の金丸信と近しい関係で、金丸に言われて、秘密の難しい仕事を請け負っていた。首相になる前の竹下登が右翼から受けた「ほめ殺し」と呼ばれる妨害工作を抑え込む工作もその一つだった。1987年秋の自民党総裁選挙に向けて、高松市の右翼団体「日本皇民党」が竹下のイメージダウンさせようと、街頭宣伝でがなりたてた。「竹下登は金儲けのうまい政治家。竹下をぜひ総裁に」街宣車でそう連呼して回った。金丸の指示を受けて、中尾は、東京佐川急便の元社長、渡辺広康に、「ほめ殺し」をやめさせる工作を依願した。渡辺は、暴力団稲川会の石井進会長に頼んで、日本皇民党に接触してもらい、ようやく「ほめ殺し」をやめさせることができた。
金丸は1990年秋、社会党の田辺誠・副委員長と一緒に、北朝鮮を訪問。平壌で、金日成朝鮮労働党主席と会談し、日朝両国政府に、国交樹立の交渉開始を促す、自民党、社会党、朝鮮労働党の3党共同宣言を出した。そのころ、在京国際情報筋の間では、「金丸は多額の金を平壌に持参し、金日成に渡した」といううわさが広がっていた。金丸は帰国後、特使として中尾を米バージニア州のCIA本部に派遣して、訪朝の結果を説明させた。中尾は当時のリチャード・カー長官代行と会い、金丸の北朝鮮訪問に関する説明と弁解に終始した。だが、中尾の話はすでにCIAが入手済みの情報だったと見られている。